# Lucien Baylac
Pour les articles homonymes, voir Baylac.
Lucien Baylac, dit aussi Lucien Baylac-Million, né Numa Baylac le 6 avril 1855 à Toulouse et mort le 2 décembre 1906 à Biarritz, est un lithographe, affichiste et illustrateur français.

## Biographie
Numa Baylac naît en 1855 à Toulouse, fils de Siméon Baylac, menuisier, et Thérèse Cazabon, son épouse. Il a deux frères aînés, Alexandre et Camille, futur écrivains et lithographes.
En 1872, devenu lithographe, il est recensé — sous le prénom Lucien — avec ses parents au 1, rue des Régans.
Baylac réalise de nombreuses affiches publicitaires à Toulouse jusqu'au milieu des années 1880, notamment pour l’imprimerie Cassan, puis à Paris, chez Jules Chéret dont il devient l'élève. Chez Chéret, qui a ouvert en 1866 son atelier de lithographie où il dessine et imprime des centaines d'affiches, Baylac côtoie Lucien Lefèvre et Georges Meunier. En 1881, Jules Chéret devient directeur artistique de la maison Chaix après lui avoir cédé son atelier. À son départ, Baylac prend sa suite. Il réalise notamment des affiches pour le Bazar de l'Hôtel de Ville, le théâtre des Folies Bergère et plusieurs marques de cycles et accessoires.
En 1891, établi au 79 rue du Faubourg-Saint-Denis, Baylac épouse Lætitia Jeanne Million, née à Biarritz,.
En 1895, il réalise une affiche pour une fête de bienfaisance organisée par l'Association toulousaine de Paris et l'année suivante l'affiche de l'Exposition nationale et coloniale de Rouen.
Au tournant du siècle, établi 11, rue de l'Industrie à Biarritz, Baylac devient peintre décorateur et artiste peintre. Membre de l'Association toulousaine de Paris, il expose au Salon de 1901, sous le nom de Lucien Baylac-Million, un pastel intitulé Mer grosse, côte des Basques à Biarritz,,. Son tableau est acheté dès l'ouverture de l'exposition par le comte Joseph Tyszkiewicz.
Baylac meurt à Biarritz en décembre 1906, à l'âge de 51 ans.

## Pastel
- Mer grosse, côte des Basques à Biarritz, pastel, Salon de 1901 (localisation inconnue)[12],[15]

## Galerie

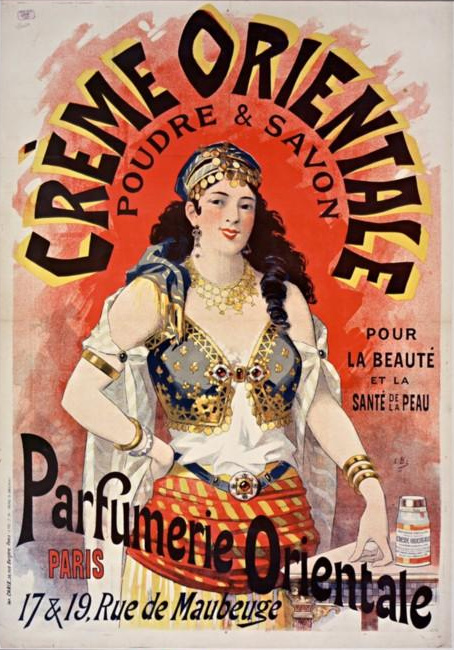
Crème orientale. Parfumerie orientale, 17 & 19 rue de Maubeuge, Paris.
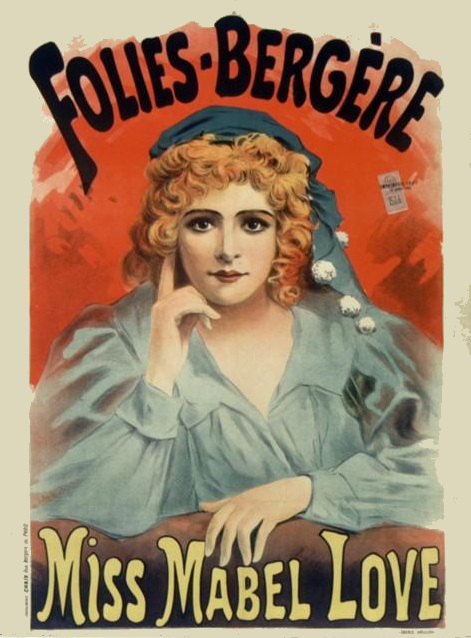
Folies-Bergère, Miss Mabel Love.
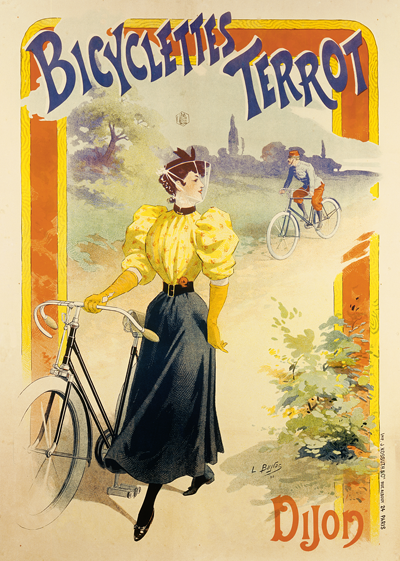
Bicyclettes Terrot, Dijon.
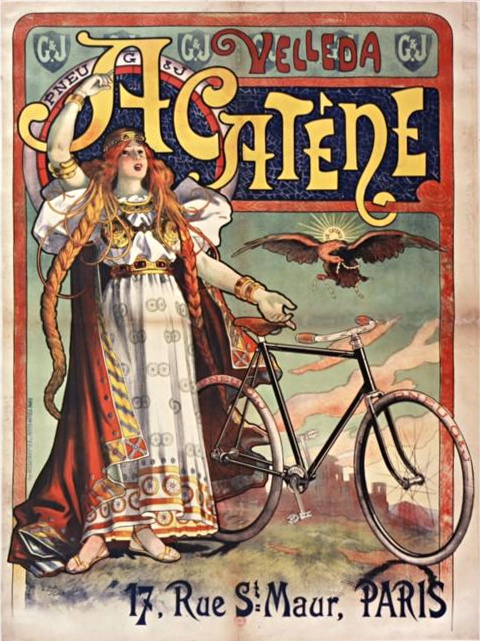
Pneu G&J Velleda Alcatène, 17 rue St Maur, Paris.
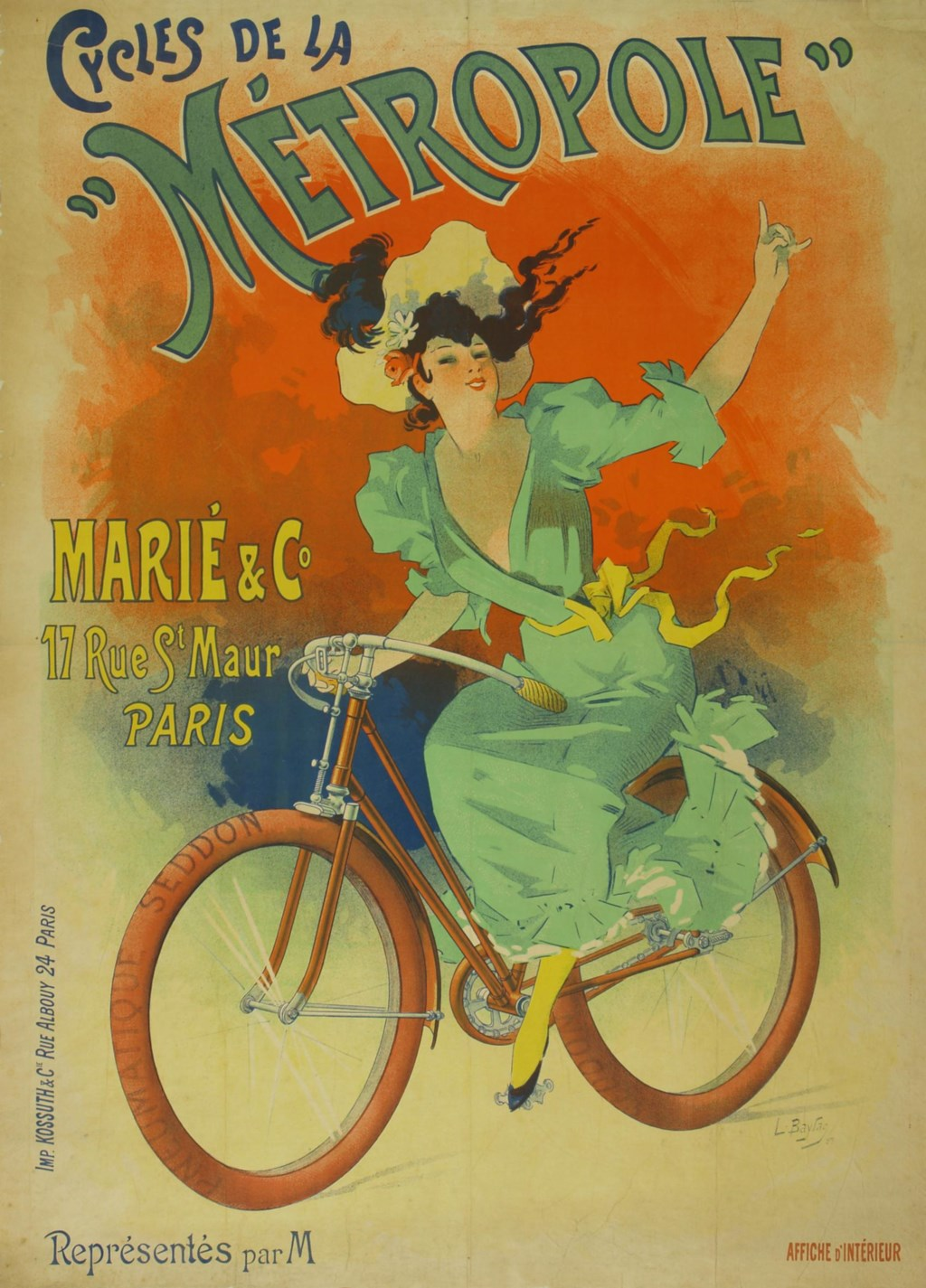
Cycles de la "Métropole". Marié & Co. 17 rue St Maur, Paris (1897).
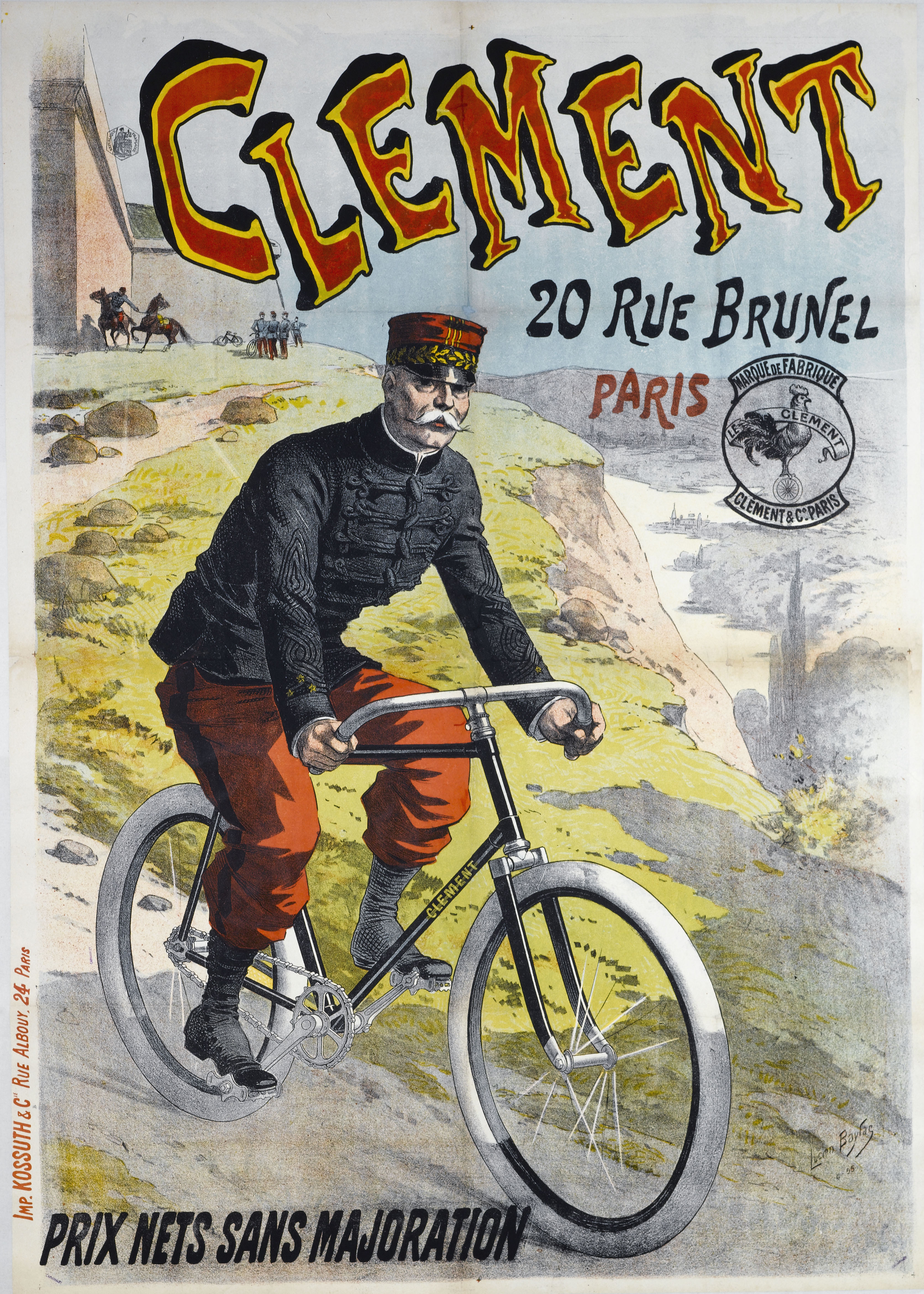
Clément, 20 rue Brunel, Paris.
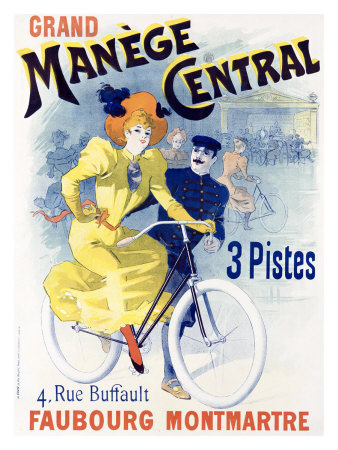
Grand Manège Central. 3 pistes. 4 rue Buffault. Faubourg Montmartre.
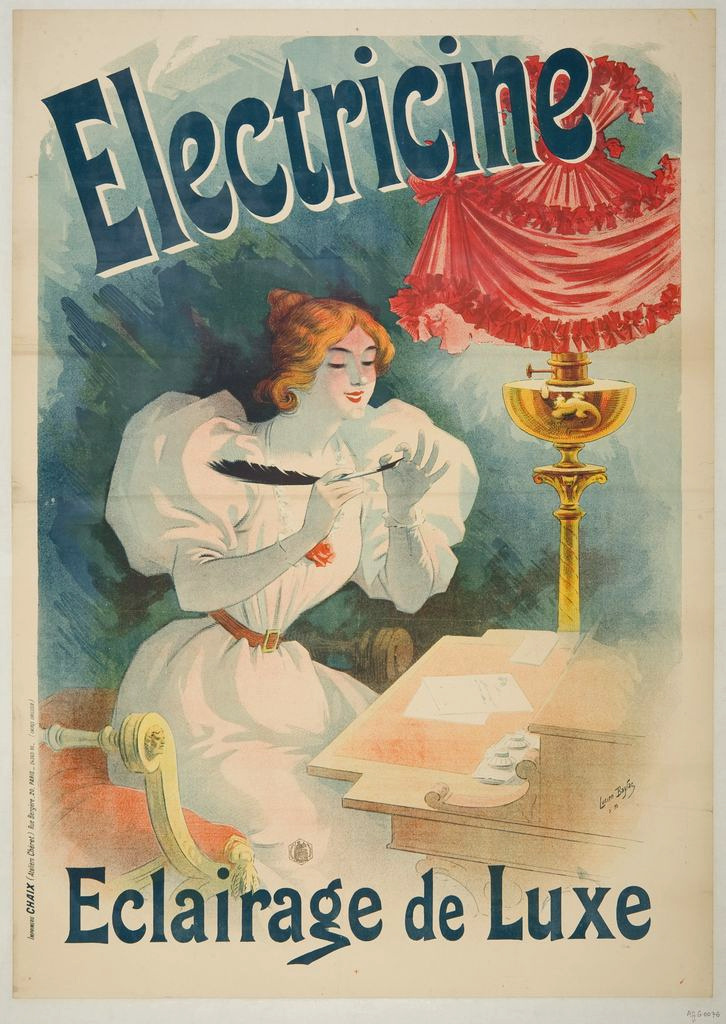
Électricine. Éclairage de luxe.
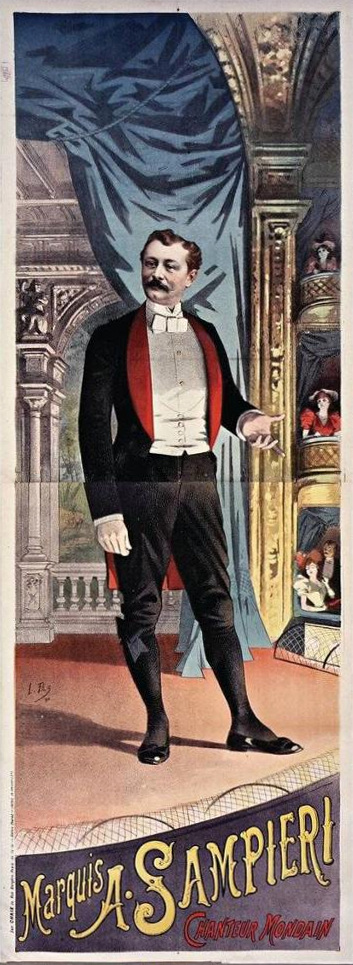
Marquis A. Sampieri. Chanteur mondain
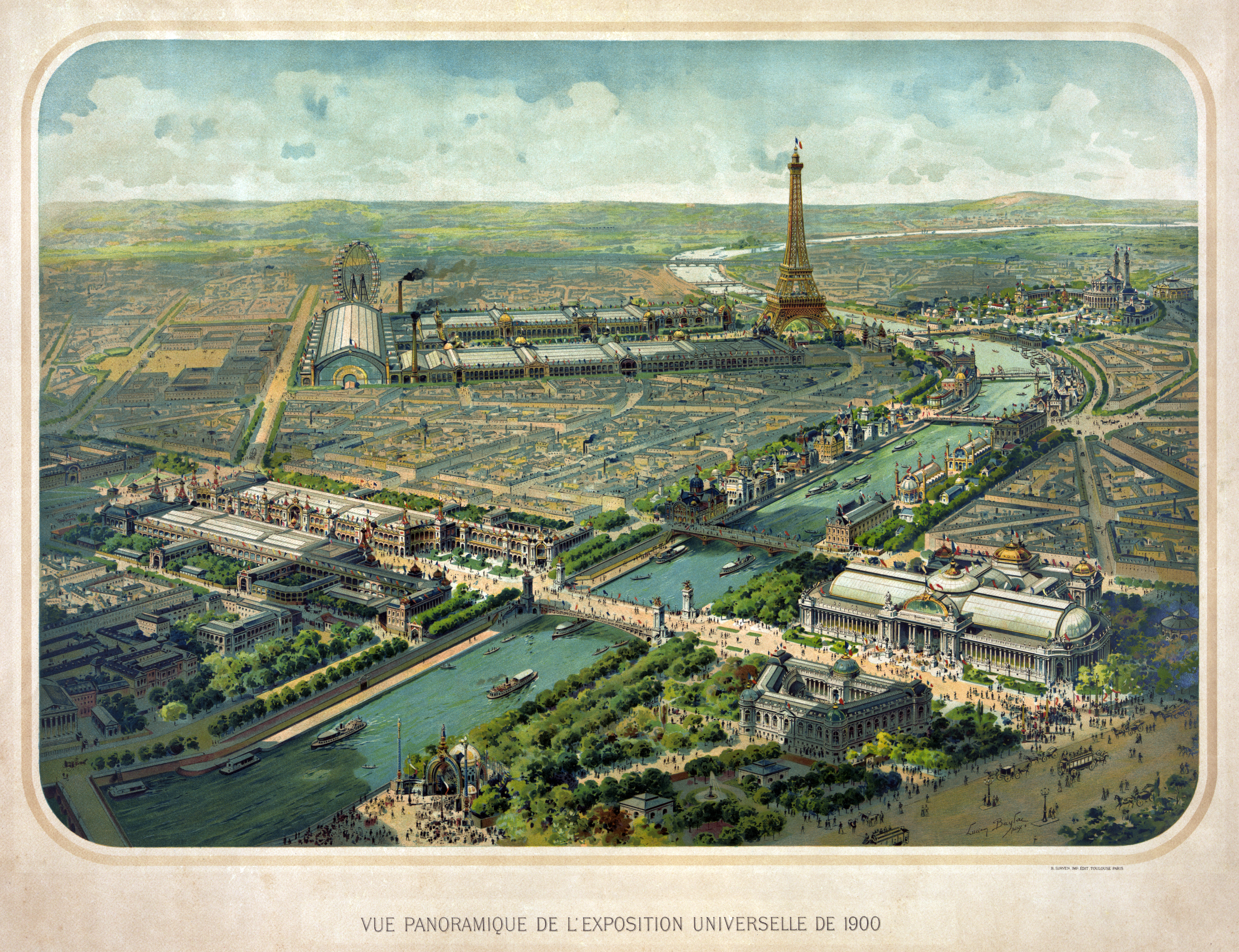
Vue panoramique de l'exposition universelle de 1900